# الحبر يوسف نور الدائم
الحبر يوسف نور الدائم (1 أبريل 1940 - 19 نوفمبر 2023)، هو أستاذ جامعي وعضو البرلمان السوداني ومراقب الإخوان المسلمين في السودان منذ مارس 2008، من مواليد أبريل 1940، بقرية السروراب الكائنة بالريف الشمالي لمدينة أم درمان.

## المراحل التعليمية
- تلقى تعليمـه الأولي بمدارس حي العرب.[4]
- الوسطى أم درمان.
- الثانوية العليا بمدرسة وادي سيدنا بأم درمان كان من ضمن أساتذته أحمد علي النويري أستاذ اللغة العربية والبروفيسور عبد الله الطيب.
- ونال درجة البكالوريوس بمرتبة الشرف الأولى من كلية الآداب جامعة الخرطوم.
- ابتُعث إلى المملكة المتحدة لينال درجة الدكتوراة من جامعة إدنبرة بإسكتلندا.

## الحياة العملية
- عمل بجامعة الخرطوم رئيساً لقسم اللغة العربية حيناً، وأستاذًا مشاركًا حيناً آخر.
- شغل منصب عميد مكتبات جامعة الخرطوم.[5]
- رئيس لجنة التعليم بالبرلمان.
- انتخب الدكتور الحبر يوسف نور الدائم مراقباً عاماً للإخوان المسلمين في السودان خلفاً للشيخ صادق عبد الله عبد الماجد في مارس 2008 م.
- قدم للإذاعة السودانية سلسلة حلقات بعنوان (سحر البيان) موضوعها الشعر العربي وموضوعاته.
- قدم لقناة الشروق الفضائية برنامجا من 30 حلقة بعنوان (أحسن الحديث) موضوعه تفسير القرآن الكريم.
- كان يقدم محاضرات متفرقة في موضوعات اللغة العربية وآدابها. وقد كان من أبرز فقهاء اللغة العربية السودانيين.
- للدكتور الحبر يوسف نور الدائم ديوان شعر مطبوع بعنوان (أنفاس القريض) يحتوي على خمسة وعشرين قصيدة.[6]

## الوفاة
توفي  العالم  والداعية السوداني الحبر يوسف نور الدائم رئيس قسم اللغة العربية في جامعة الخرطوم يوم الأحد 19 نوفمبر 2023 في العاصمة السودانية الخرطوم عن عمر تجاوز الـ83 عاما.